# Novas da Galiza
O Novas da Galiza é um jornal galego criado em fevereiro de 2002, e durante três anos manteve a distribuição gratuita, repartindo-se em locais sociais, espaços alternativos e sedes de colectivos, com presença também na Internet.
Em março de 2005 o projecto encetou uma nova etapa, marcada peloas mudanças no conselho de redacção, na imagem corporativa e, em definitiva, na profissinalização. Entre outras novidades, passou a ser vendido nas bancas ao preço simbólico de um euro, ampliando a sua cobertura territorial a toda a Galiza.
A filosofia que move a publicação caracteriza-se pelo investimento cultural, promovendo com os ingressos a edição de livros de autores novos, material audiovisual, etc. Contrariamente a outras iniciativas similares tanto na Galiza quanto em países do entorno, o projecto não se move por um afã económico. Prova disto é que o próprio periódico disponibiliza de graça todos os números na sua hemeroteca virtual um mês após a saída nos quiosques.
Nos seus princípios fundacionais, o Novas da Galiza afirma ter nascido ao serviço da liberdade de opinião e de todas as expressões artísticas, apartidista, contrário à globalização (especialmente à transnacionalização de capitais), laico, com afã de informar (em língua galego-portuguesa) de jeito honesto e veraz, consciente de que a soberania nacional reside no povo galego, cuja filosofia preside a tradição da política esquerda nacionalista galega.